# Donji Stupanj
Donji Stupanj (en serbio cirílico : Доњи Ступањ) es un pueblo de Serbia, situado en el municipio de Aleksandrovac, en el distrito de Rasina. En el censo de 2011 contaba con 947 habitantes.

## Demografía
| 1948 | 1953 | 1961 | 1971 | 1981 | 1991 | 2002 | 2011 |
| ---- | ---- | ---- | ---- | ---- | ---- | ---- | ---- |
| 1520 | 1622 | 1589 | 1414 | 1344 | 1243 | 1068 | 947  |